# IIHF Ice Hockey U18 Asia and Oceania Championship
Die IIHF U18 Asia and Oceania Championship ist ein internationales Eishockeyturnier für Nationalmannschaften der Junioren unter 18 Jahren in Asien und Ozeanien, die nicht an Eishockey-Weltmeisterschaften teilnehmen oder dort in der untersten Spielklasse spielen. Der Wettbewerb wird vom Internationalen Eishockey-Föderation IIHF organisiert.
Bereits 2012 wurde der Wettbewerb einmalig unter dem Namen IIHF U18 Challenge Cup of Asia nach dem Vorbild des gleichnamigen Wettbewerbs für Herrennationalmannschaften durchgeführt. Ab 2023 wird der Wettbewerb unter neuem Namen ausgetragen und soll nun jährlich stattfinden.

## Turnierüberblick
| Jahr | Teilnehmer | Gewinner   | Austragungsort                          |
| ---- | ---------- | ---------- | --------------------------------------- |
| 2012 | 5          | Thailand   | Abu Dhabi, Vereinigte Arabische Emirate |
| 2023 | 6          | Usbekistan | Ulaanbaatar, Mongolei                   |
| 2024 | 10         | Usbekistan | Taschkent, Samarqand, Usbekistan        |

## Austragungen

### IIHF U18 Challenge Cup of Asia 2012
Die einzige Austragung des IIHF U18 Challenge Cup of Asia fand vom 1. bis 6. April 2012 in Abu Dhabi, der Hauptstadt der Vereinigten Arabischen Emirate, statt. Die fünf teilnehmenden Mannschaften absolvierten eine Einfachrunde. Gespielt wurde im 1.200 Zuschauer fassenden Abu Dhabi Ice Rink.
Die Spiele der Mannschaft Hongkongs wurden nachträglich aus der Wertung genommen und als kampflose Siege mit 5:0 für die jeweiligen Gegner gewertet, da Hongkong einige nicht spielberechtigte Akteure einsetzte. Auf dem Eis gewann die Mannschaft alle Spiele, erzielte 68 Treffer und blieb ohne Gegentor:
- Indien –  Hongkong 0:20 (0:9, 0:10, 0:1)
- Hongkong –  Malaysia 26:0 (8:0, 9:0, 9:0)
- Vereinigte Arabische Emirate –  Hongkong 0:13 (0:4, 0:4, 0:5)
- Hongkong –  Thailand 9:0 (3:0, 4:0, 2:0)

| 1. April 2012 16:00 Uhr (Ortszeit) | Thailand | 19:1 (3:1, 9:0, 7:0) Spielbericht | Malaysia | Ice Rink, Abu Dhabi Zuschauer: 123 |

| 1. April 2012 19:30 Uhr | Indien | 1:31 (1:9, 0:9, 0:13) Spielbericht | Vereinigte Arabische Emirate | Ice Rink, Abu Dhabi Zuschauer: 145 |

| 2. April 2012 19:30 Uhr | Indien | 5:0 (Wertung) Spielbericht | Hongkong | Ice Rink, Abu Dhabi Zuschauer: 75 |

| 3. April 2012 16:00 Uhr | Vereinigte Arabische Emirate | 2:5 (1:3, 1:2, 0:0) Spielbericht | Thailand | Ice Rink, Abu Dhabi Zuschauer: 125 |

| 3. April 2012 19:30 Uhr | Hongkong | 0:5 (Wertung) Spielbericht | Malaysia | Ice Rink, Abu Dhabi Zuschauer: 195 |

| 4. April 2012 19:30 Uhr | Thailand | 23:1 (6:0, 9:0, 8:1) Spielbericht | Indien | Ice Rink, Abu Dhabi Zuschauer: 111 |

| 5. April 2012 16:00 Uhr | Vereinigte Arabische Emirate | 5:0 (Wertung) Spielbericht | Hongkong | Ice Rink, Abu Dhabi Zuschauer: 522 |

| 5. April 2012 19:30 Uhr | Malaysia | 8:4 (5:2, 2:1, 1:1) Spielbericht | Indien | Ice Rink, Abu Dhabi Zuschauer: 303 |

| 6. April 2012 16:00 Uhr | Hongkong | 0:5 (Wertung) Spielbericht | Thailand | Ice Rink, Abu Dhabi Zuschauer: 102 |

| 6. April 2012 19:30 Uhr | Malaysia | 3:8 (1:2, 1:4, 1:2) Spielbericht | Vereinigte Arabische Emirate | Ice Rink, Abu Dhabi Zuschauer: 547 |

| Pl. |                              | Sp | S | OTS | OTN | N | Tore  | Punkte |
| 1.  | Thailand                     | 4  | 4 | 0   | 0   | 0 | 52:04 | 12     |
| 2.  | Vereinigte Arabische Emirate | 4  | 3 | 0   | 0   | 1 | 46:09 | 9      |
| 3.  | Malaysia                     | 4  | 2 | 0   | 0   | 2 | 17:31 | 6      |
| 4.  | Indien                       | 4  | 1 | 0   | 0   | 3 | 11:62 | 3      |
| 5.  | Hongkong                     | 4  | 0 | 0   | 0   | 4 | 00:20 | 0      |

Abkürzungen: Pl. = Platz, Sp = Spiele, S = Siege, OTS = Siege nach Verlängerung (Overtime) oder Penaltyschießen, OTN = Niederlagen nach Verlängerung oder Penaltyschießen, N = Niederlagen

### IIHF Ice Hockey U18 Asia and Oceania Championship 2023
Die erste Austragung des Wettbewerbs als Asia and Oceania Championship fand vom 11. bis 17. März 2023 in Ulaanbaatar, der Hauptstadt der Mongolei statt.
Teilnehmer:
- Iran
- Mongolei
- Thailand
- Turkmenistan
- Vereinigte Arabische Emirate
- Usbekistan

Sieger wurde Usbekistan vor Turkmenistan und den Gastgebern aus der Mongolei.

### IIHF Ice Hockey U18 Asia and Oceania Championship 2024
Der Wettbewerb 2024 fand vom 23. bis 30. März 2024 mit zehn Teilnehmern in Taschkent und Samarqand in Usbekistan statt.
Teilnehmer:
- Indien
- Indonesien
- Iran
- Kuwait
- Macau
- Malaysia
- Mongolei
- Thailand
- Vereinigte Arabische Emirate
- Usbekistan

Sieger wurde Gastgeber Usbekistan durch einen 2:1-Finalsieg gegen Thailand. Den dritten Platz belegte die Mongolei, die im kleinen Finale mit 4:2 gegen die Vereinigten Arabischen Emirate obsiegten. Das Turnier war von großen Leistungsunterschieden geprägt. 16 der 27 Spiele endeten mit einer zweistelligen Torausbeute auf der Siegerseite. Das Eröffnungsspiel zwischen Thailand und Kuwait in Taschkent endete gar mit 57:0.